# Платовка (Ключівський район)
Пла́товка (рос. Платовка) — село у складі Ключівського району Алтайського краю, Росія. Входить до складу Ключівської сільської ради.

## Населення
Населення — 268 осіб (2010; 264 у 2002).
Національний склад (станом на 2002 рік):
- росіяни — 79 %